# 마티아스 그네딩거
마티아스 그네딩거(독일어: Mathias Gnädinger, 1941년 3월 25일 ~ 2015년 4월 3일)는 스위스의 배우이다.

## 출연 작품
- 마모레라 (2007)
- 슈테르넨베르크 (2004)
- 다운폴 (2004)
- 더 매직 헌터 (1994)
- 희망의 여행 (1990)
- 우리 배는 다 찼다 (1981)
- 산 고타르도 (1977)